# Opus spicatum

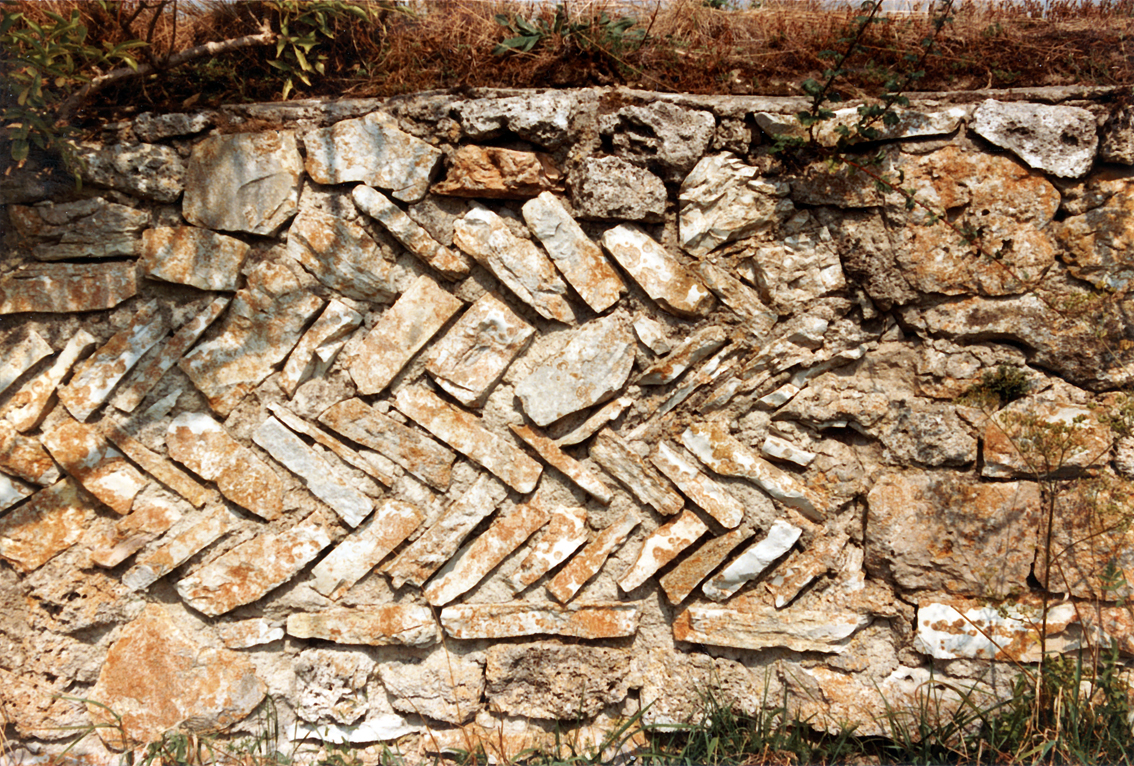
Fischgrätmuster im spätantiken Burgus des Limeskastells Abusina, Bayern

Opus spicatum (lateinisch ‚Ährenwerk‘ von lateinisch spica ‚Ähre‘; deutsch: Ährenverband) ist ein Mauerwerk aus Steinen oder dünnen Ziegelsteinen, die in Lagen hochkant abwechselnd schräg gegeneinander versetzt angeordnet werden und so ein ähren- bzw. fischgrätenartiges Muster bilden.

## Geschichte

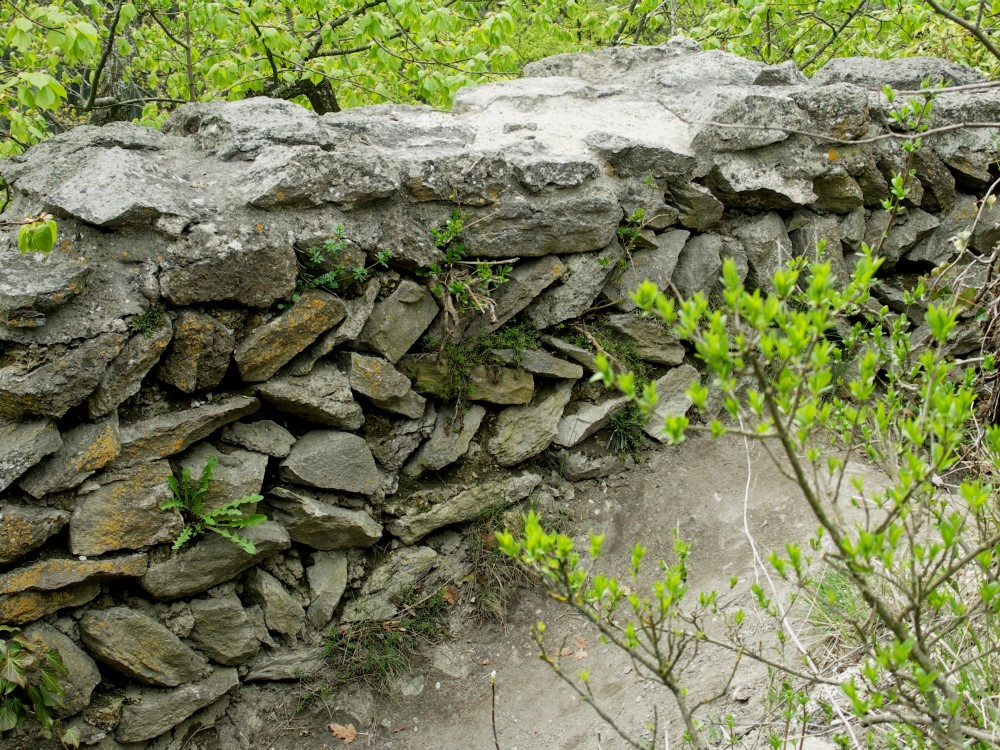
Mauer der Burg Hohenkrähen als „Opus spicatum“-Mauerwerk

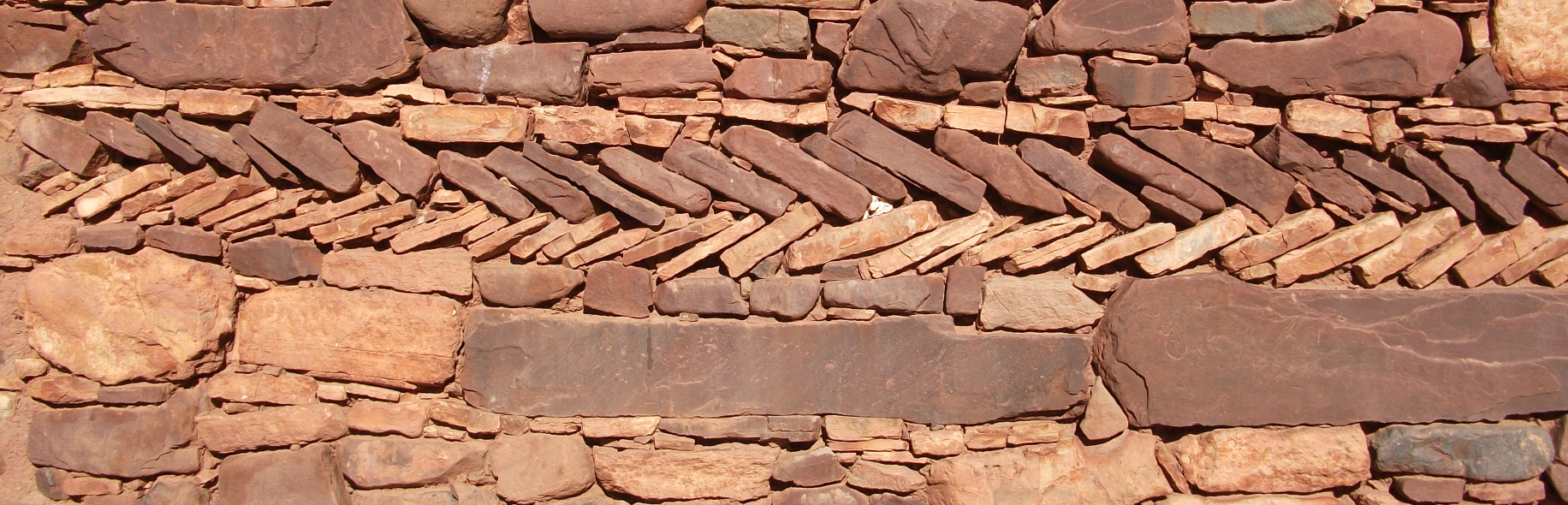
„Opus spicatum“ an einem Gehöft in Igherm n’Ougdal, Hoher Atlas, Marokko

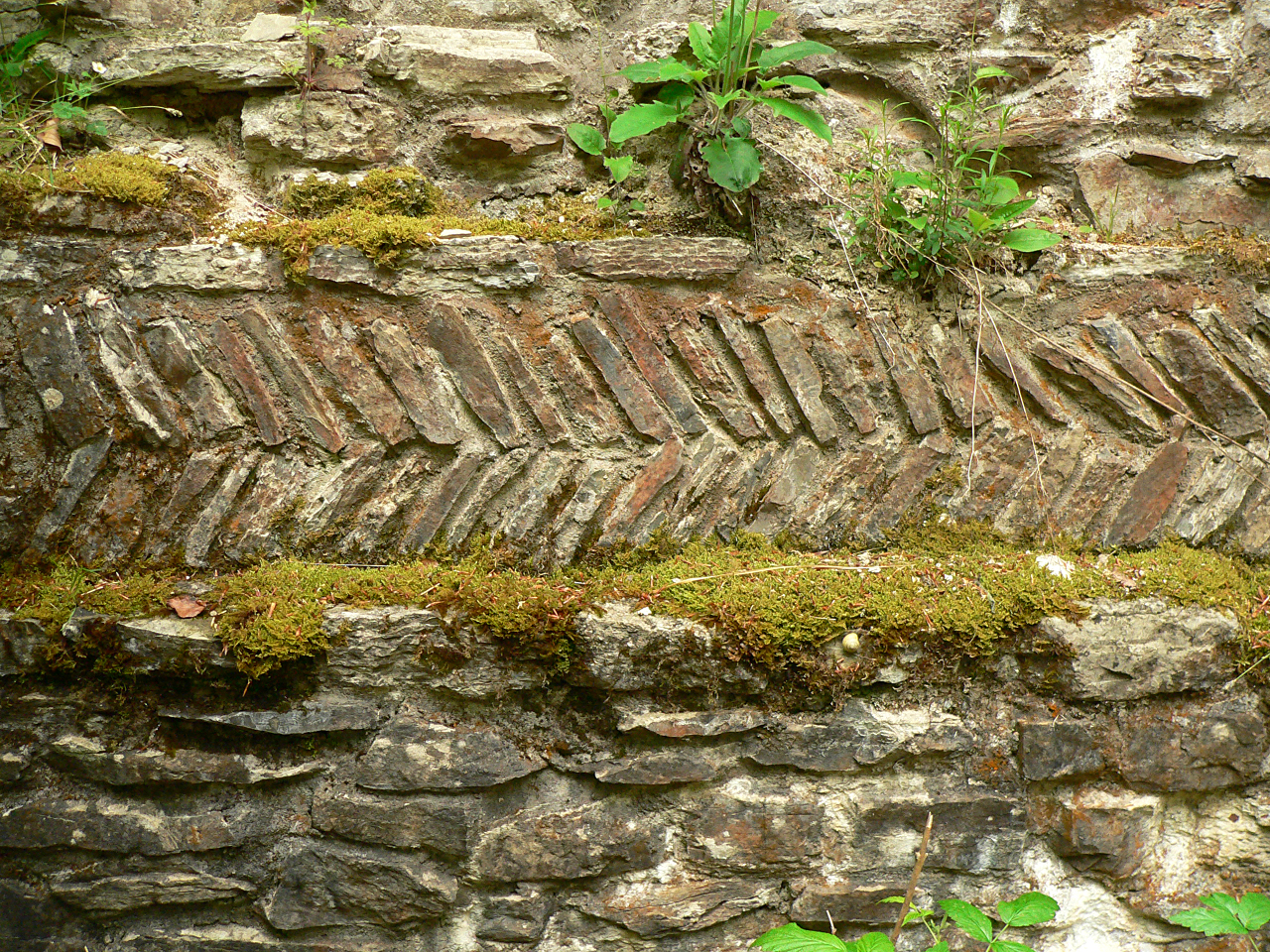
„Opus spicatum“ zwischen regulärem Mauerwerk der Burg Sachsenstein

Schon im Altertum wurde „Opus spicatum“ zu dekorativen Zwecken im Mauerwerk sowie als Packlagenfundament verwendet. Im Mittelalter wurde diese Technik ebenfalls eingesetzt. Man verwendete sie vorrangig als Füllmauerwerk für sogenanntes Schalenmauerwerk. Dabei wurden die beiden Außenseiten der jeweiligen Mauer aus sorgfältig behauenen Quadern errichtet. Der verbleibende Innenraum zwischen den Schalenmauern wurde zur Herstellung der gewünschten Mauerstärke mit schräg gestellten, flachen Steinen gefüllt. Gelegentlich sieht man zwischen den schrägen Lagen auch eine Lage flach vermauerter Steine.
Diese Mauertechnik stellte eine enorme Kosteneinsparung gegenüber der massiven Bauweise aus Quadern dar. Problematisch war jedoch ein – wenn auch geringer – seitlicher Schub, den dieses Mauerwerk ausübte. Häufig sind auch Risse zwischen Schal- und Füllmauerwerk zu beobachten.
An Ruinen mittelalterlicher Bauten ist oft zu beobachten, dass zur Gewinnung von Baumaterial die teuren Quader des Schalmauerwerks herausgelöst wurden, während die „Opus spicatum“-Lagen als minderwertiges Baumaterial erhalten blieben.
Etliche mittelhessische Dorfkirchen-Baudenkmäler weisen erhaltene Ährenmauerwerke auf, zum Beispiel Kirchen in Mainzlar, Allmuthshausen, Dautphe, Fronhausen (Lahn), Niederellenbach, Schemmern und auf dem Christenberg. An den Kirchen der Romano-Gotik im norddeutschen und niederländischen Backsteingebiet ist dieses Schmuckmotiv ebenfalls öfters im Sichtmauerwerk der Blenden am Außenbau zu sehen.

## Symbolik
Ursprünglich dürfte das „Opus spicatum“-Motiv – vor allem als Einschub in einen Mauerwerksverband – eine unheilabwehrende (apotropäische) Bedeutung gehabt haben. Erst in späterer Zeit wurde es als reines Dekormotiv angesehen.